# ایگا، میه
ایگا در استان میه در کشور ژاپن  واقع شده‌است  که دارای جمعیت ۹۹٬۶۶۲ نفر و مساحت ۵۵۸٫۱۷ کیلومتر مربع با تراکم جمعیت ۱۷۹  نفر در کیلومترمربع است و در تاریخ ۱ نوامبر ۲۰۰۴ به عنوان شهر شناخته شد.